# هلر، کشمیر
هلر (به انگلیسی: Holar) یک منطقهٔ مسکونی در پاکستان است که در کشمیر آزاد واقع شده‌است.